# リュウキュウウマノスズクサ

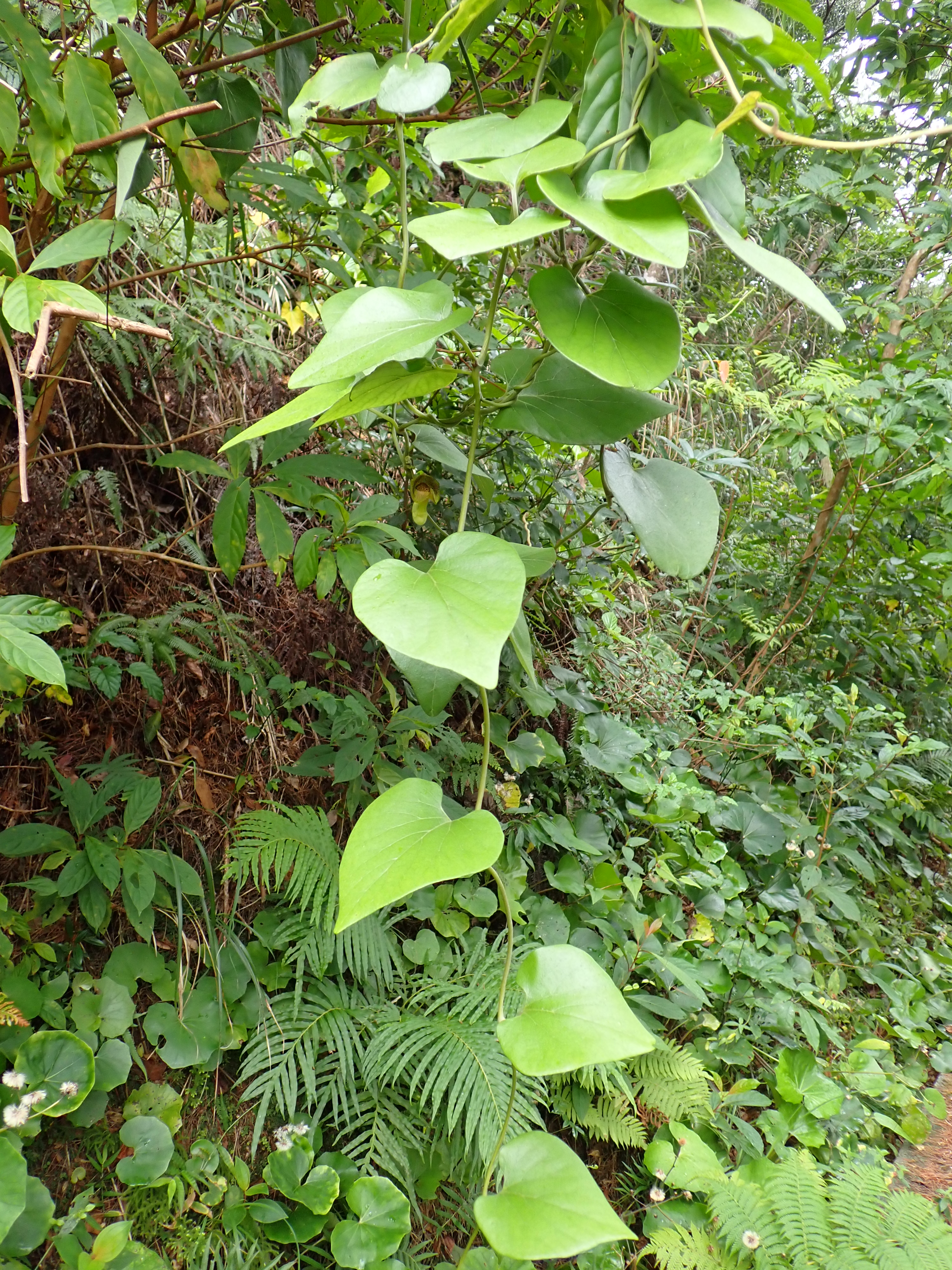
リュウキュウウマノスズクサ（2025年2月 沖縄県国頭村）

リュウキュウウマノスズクサ（学名：Aristolochia liukiuensis）はウマノスズクサ科ウマノスズクサ属の木本性つる植物。鹿児島県絶滅危惧II類。

## 特徴
長さ4–10 m以上。葉は薄い革質でハート型、基部は深く湾入し、長さ6–15 cm、全縁で互生する。幼葉は細長い矢尻形。葉は表裏ともに有毛で、葉裏は葉脈が浮き出る。葉柄や茎に毛が多い。花は左右相称で花被は筒状に合着し、途中でくびれ、サックスのような形をしている。花の筒部外面は有毛で、先が幅広くなる唇部（舷部）に赤紫色の条紋が入る。内壁が黄色い型と、内壁に唇部と同じ赤紫色の条紋が入る型がある。開花期は1–3月。蒴果は円筒状で6個の稜がある。腎毒性があるアリストロキア酸を含み、ジャコウアゲハやベニモンアゲハの食草として知られる。

## 分布と生育環境
奄美群島～沖縄本島（久米島を除く）に分布。海外では台湾にまれに分布。山地～低地の林縁に生育。沖縄県久米島および先島諸島には葉形が似る別種のアリマウマノスズクサが分布する。